# Яковенково (Сумская область)
Яковенково (укр. Яковенкове) — село,
Погожекриницький сельский совет,
Роменский район,
Сумская область,
Украина.
Код КОАТУУ — 5924187604. Население по переписи 2001 года составляло 27 человек .

## Географическое положение
Село Яковенково находится между сёлами Розумаково и Галенково (1 км).
По селу протекает пересыхающий ручей с запрудой.
Рядом проходит автомобильная дорога Т-1913.